# Gare de Bouaye
Gare de Bouaye – stacja kolejowa w miejscowości Bouaye, w departamencie Loara Atlantycka, w regionie Kraj Loary, we Francji. Jest zarządzana przez SNCF i obsługiwana przez pociągi TER Pays de la Loire.

## Położenie
Znajduje się na linii Nantes – Sainte-Pazanne – La Roche-sur-Yon, na km 14,595 między stacjami Rezé-Pont-Rousseau i Port-Saint-Père - Saint-Mars, na wysokości 7 m n.p.m.

## Historia
Stacja została otwarta 11 września 1875 przez Compagnie des chemins de fer nantais wraz z odcinkiem linii między Pont-Rousseau i Pornic.

## Linie kolejowe
- Linia Nantes – Sainte-Pazanne – La Roche-sur-Yon